# Nurlat
Nurlat o Nurlat-Oktiabrski (en ruso y tártaro: Нурла́т), localidad tártara de 32.527 habitantes según el censo ruso de 2002. Localizada en el río Kondurcha, está a 268 km de Kazán y es capital del distrito homónimo. 
Tiene un aeropuerto y se fundó en 1905 como asentamiento de una estación de ferrocarril, obtuvo el título de ciudad en 1961.
- Datos: Q175533
- Multimedia: Nurlat / Q175533